# Erik Johan Ljungberg

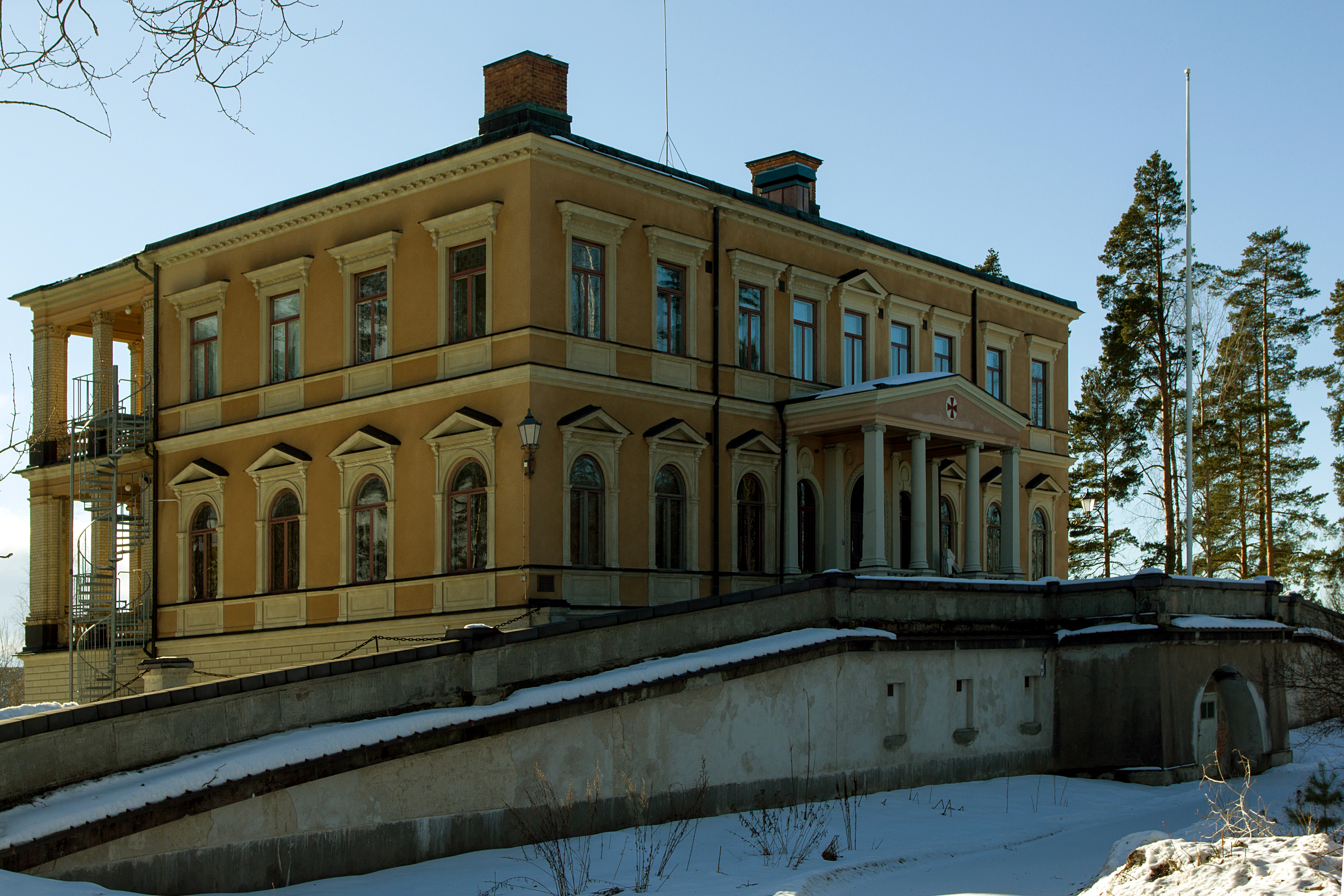
Villa Bergalid, Ljungbergs bostad i Falun, vilken han lät uppföra 1902.

Erik Johan Ljungberg, född 4 mars 1843 i Grythyttans socken, Örebro län, död 5 april 1915 i Stockholm, var en svensk ingenjör, metallurg och industriman.
Ljungberg var chef för Stora Kopparbergs bergslags AB i nästan 40 år, under vilka företaget starkt utvecklade järnhantering och framför allt skogsindustriella verksamheter. Han var en av sin samtids ledande industrialister, och var också verksam inom teknisk och vetenskaplig forskning. Han var även starkt intresserad av utbildningsfrågor. Hans stora förmögenhet har gett upphov till Erik Johan Ljungbergs utbildningsfond.

## Biografi
Ljungberg genomgick Filipstads bergsskola 1865, var elev och bokhållare vid Villingsbergs bruk 1861–1864, blev smidesbokhållare vid Stjärnfors bruk 1866, anställdes vid Munkfors bruk 1867 och var förvaltare där 1869–1875. Han utsågs 1875 till disponent vid Stora Kopparbergs bergslag och var detta stora företags disponent och verkställande direktör 1888–1913.
Ljungberg fäste tidigt sin uppmärksamhet på en förbättrad generering av bränslegas. Som nybliven disponent för Kopparbergs bergslag fick han under sin ledning omdaningen och utvecklingen av Domnarvets järnverk, där han, övertygad om nödvändigheten att grunda en stor järnproduktion i den mellansvenska bergslagen på därvarande rika tillgångar av billig fosforhaltig järnmalm, 1891 införde de basiska färskningsmetoderna såväl för bessemer- som martinprocessen. Genom anläggande av ett för svenska förhållanden jättelikt valsverk fullföljdes den plan, som han vid de basiska metodernas införande vid Domnarvet utstakade för detta verk.
Ljungberg fick stor betydelse på träkolningens område genom sin ugn, som utfördes vid Domnarvet och till vilken utexperimenterades omfattande anordningar för tillgodogörande av kolningens biprodukter. Han hade även stort intresse för elektrometallurgi, om vilket bland annat de i stor skala utförda försöken med elektrisk malmreduktion vid Domnarvet vittnar.
Ljungberg tilldelades även en mängd offentliga uppdrag, såsom utredningar om järnvägstaxor, exporttariffer, folkundervisning och underhandlingar om handelstraktater, särskilt med Tyskland 1906 och 1911. Han var initiativtagare till och en av stiftarna till Sveriges industriförbund. Han blev ledamot av Vetenskapsakademien 1900 och av Lantbruksakademien 1909. Han tilldelades Jernkontorets stora medalj i guld 1907. Han blev filosofie hedersdoktor vid Stockholms högskola 1909. Vetenskapsakademien slog över honom sin minnespenning för 1923.
Ljungberg inrättade Stiftelsen Erik Johan Ljungbergs utbildningsfond, "Ljungbergsfonden", som finansierar utbildningsprojekt inom teknik, naturvetenskap och entreprenörskap. 
Erik Ljungberg var son till bergsmannen och handlanden Eric Ljungberg och dennes hustru Anna Charlotta Hagberg. Han är begraven på Norslunds kyrkogård i Falun.

## Utmärkelser
- Kommendör av Vasaordens andra klass (1897) [3]
- Kömmendör av Vasaordens första klass (1900) [4]
- Kommendör med stora korset av Vasaorden (1907) [5]
- Jernkontorets stora medalj i guld (1907) [6]